# 达艾鹏
达艾鹏，德昂族，崩龙邦解放阵线（PSLF）及其下属武装力量德昂民族解放军（TNLA）主席。

## 军事生涯
达艾鹏原本是崩龙邦解放组织/军（PSLO/A）的一份子，直到1991年与政府签署了停火协议。崩龙邦解放组织/军解散后，达艾鹏和另一名德昂族领导者达鹏觉一起成立了崩龙邦解放阵线（PSLF）及其下属武装力量德昂民族解放军（TNLA），继续为德昂族的民族自决而奋斗。